# Cyclosa walckenaeri
La araña de Walckenaer, o araña amontona basura, o araña tejedora espalda de estrella (Cyclosa walckenaeri) es un arácnido de la familia Araneidae, del orden Araneae. Esta especie fue descrita por Pickard-Cambridge en 1889. El nombre específico walckenaeri es en honor al naturalista Charles Athanase Walckenaer, quien fue actor importante en la aracnología.

## Descripción
Tiene un opistosoma ornamentado con dos puntas dorsales claramente visibles, a manera de cuernos romos. Presenta además cuatro puntas en la parte posterior dorsal, lo cual ayuda a diferenciarla de otras especies. Las hembras son de coloración café oscuro en el prosoma, el opistosoma presenta coloración ocre con manchas negras y blancas, las patas son color café claro con regiones oscuras. En las hembras, los lados del escapo del epigino son paralelos, asemejando un camino estrecho. Los machos presentan una coloración mucho más oscura, el prosoma es café oscuro, el opistosoma es negro con un par de puntos dorsales blancos. Es una especie de tamaño pequeño, llegando a medir cerca de 6.3 mm sin contar las patas.

## Distribución y hábitat
Esta especie se distribuye desde Florida en (Estados Unidos), pasando por México hasta llegar a Colombia, Perú y Venezuela. También se le puede hallar en las islas del Caribe.
Es de hábitat terrestre y como otras especies del género Cyclosa, estas arañas suelen hallarse en espacios semiabiertos, a la orilla de bosques. Su telaraña es fácilmente reconocible debido a que el estabilimento se adorna con deshechos, creando una línea que cruza por en medio de la telaraña.

## Estado de conservación
No se encuentra dentro de ninguna categoría de riesgo en las normas nacionales o internacionales.